# 小行星4980
小行星4980（英語：4980 Magomaev）是一颗围绕太阳公转的小行星。1974年9月19日， 柳德米拉·切爾尼赫 女士在克里米亚发现了此天体。
这颗小行星的绝对星等为4.31488等。